# Euphiltra angustior
Euphiltra angustior är en fjärilsart som beskrevs av Turner 1894. Euphiltra angustior ingår i släktet Euphiltra och familjen praktmalar, Oecophoridae. Inga underarter finns listade i Catalogue of Life.